# Massaï, les guerriers de la pluie
Pour plus de détails, voir Fiche technique et Distribution.
 Massaï, les guerriers de la pluie  est un film français sorti en salle le 22 décembre 2004, réalisé par Pascal Plisson. C'est un film d'aventure proche du conte, qui évoque la légende d'un groupe de héros masaï envoyés affronter un lion surnaturel qui est la cause d'une sécheresse.

## Synopsis
Le film montre le pays massaï accablé par la sécheresse. Pour apaiser la colère divine et permettre le retour de la pluie, il faut rapporter la crinière d'un lion mythique. Des jeunes Massaï sont chargés par les anciens du village de cette tâche héroïque. Après une longue marche dans la savane, après avoir souffert de la faim et de la soif, s'être battus contre des guerriers d'autres tribus, ils finissent par retrouver le lion. Le plus courageux d'entre eux va l'affronter et le tuer, mais il sera lui-même tué dans le combat. Il rentrera dans la légende massaï. À leur retour au village, les jeunes Massaï sont fêtés comme des héros. La pluie se met à tomber sur les terres massaï. 

## Fiche technique
- Titre original : Massai
- Réalisation : Pascal Plisson
- Scénario : Olivier Dazat, Pascal Plisson
- Production : Emmanuel Gateau, Richard Grandpierre, Stéphane Parthenay, Matthieu Warter
- Genre : aventures
- Durée : 1 h 30
- Sortie : 2004

## Distribution
- Ngotiek Ole Mako
- Paul Nteri Ole Sekenan
- Parkasio Ole Muntet

## Élaboration du film
Depuis 1997, Pascal Plisson passe huit mois sur douze en Afrique pour tourner des documentaires animaliers. Au départ, il proposa un projet de long métrage animalier au producteur Stéphane Parthenay. Fanatique d'Afrique, Pascal Plisson, qui travaille depuis sept ans dans la brousse, connaît bien les mœurs des Massaï. Il a assisté à plusieurs cérémonies rituelles, telles que la circoncision, ou l'initiation à la vie[réf. nécessaire].

## Accueil critique
Le film reçoit des critiques partagées à sa sortie en France. Une partie des critiques est convaincue par la dimension de récit initiatique du film et par le soin apporté à la photographie. Une autre partie des critiques, sans nier les qualités plastiques du film, lui reproche une réalisation pratiquement publicitaire et une vision des Maasaï naïve, plus proche du Roi Lion de Disney que des documentaires anthropologiques de Jean Rouch.